# Sân bay quốc tế Josefa Camejo
Sân bay quốc tế Josefa Camejo (IATA: LSP, ICAO: SVJC), là một sân bay ở Las Piedras, Venezuela với một đường băng dài 2.800 m rải nhựa đường.

## Các hãng hàng không và các tuyến điểm
- Conviasa (Caracas)
- Insel Air (Willemstad/Curaçao)
- Santa Bárbara Airlines (Aruba, Caracas)
- Tiara Air (Aruba)